# Празеодимпентаникель
Празеодимпентаникель — бинарное неорганическое соединение, интерметаллид празеодима и никеля с формулой Ni5Pr, кристаллы.

## Получение
- Сплавление стехиометрических количеств чистых веществ:

{\displaystyle {\mathsf {Pr+5Ni\ {\xrightarrow {1365^{o}C}}\ Ni_{5}Pr}}}

## Физические свойства
Празеодимпентаникель образует кристаллы гексагональной сингонии, пространственная группа P 6/mmm, параметры ячейки a = 0,4964 нм, c = 0,3975 нм, Z = 1, структура типа кальцийпентамеди Cu5Ca.
Соединение конгруэнтно плавится при температуре 1365 °C (по другим данным — при 1385 °C).

## Применение
- Соединение обладает сильным магнитокалорическим эффектом и используется для достижения милликельвиновых температур[5][6].